# Mamadou Diallo (football, 1971)
Pour les articles homonymes, voir Mamadou Diallo et Diallo.
Mamadou Diallo, surnommé par ses proches Seybani , est né le 28 août 1971 à Dakar, est un ancien footballeur international sénégalais évoluant au poste d'attaquant. Il a grandi dans le quartier de Ouakam, un village traditionnel de pêcheurs lebous aux larges des côtes dakaroises.

## Biographie
Il reçoit 46 sélections et inscrit 21 buts en équipe du Sénégal entre 1988 et 2000. 
Il participe à la Coupe d'Afrique des nations en 1994 et 1994. Il a également joué la CAN de Beach-Soccer en 2007, et atteint la finale contre le Nigeria à Durban en Afrique du Sud.
Il a remporté la CAN de beach -soccer en 2018 en Égypte en tant qu'entraîneur adjoint des "Lions de la teranga " du beach Soccer, entraîné à l'époque par Ngalla Sylla.
Dans la foulée, il participe à la coupe du monde de beach soccer en 2018 au Paraguay comme assistant de l'entraîneur titulaire.
Il termine meilleur buteur de la Major League Soccer lors de l'année 2000 en inscrivant un total de 28 buts.

## Carrière
- 1988-1991 :  Sotrac FC
- 1993-1995 :  Kawkab de Marrakech
- 1995-1996 :  FC Saint-Gall (prêt)
- 1996-1997 :  Zeytinburnu
- 1997-1999 :  Lillestrøm SK
- 1999-1999 :  Vålerenga IF (prêt)
- 1999-1999 :  MSV Duisbourg (prêt)
- 2000-2001 :  Mutiny de Tampa Bay
- 2002 :  Revolution de la Nouvelle-Angleterre
- 2002 :  MetroStars
- 2003 :  Al Ahly Djeddah
- 2003 :  IFK Göteborg
- 2004 :  Pahang FA
- 2005-2006 :  Jomo Cosmos

## Palmarès
- Vainqueur de la Coupe du Maroc en 1994 avec le Kawkab de Marrakech
- Champion de Malaisie en 2004 avec le Pahang FA
- Vainqueur de la Telkom Knockout Cup en 2005 avec Jomo Cosmos
- Meilleur buteur de Major League Soccer en 2000 avec 28 buts